# James Dyson
James Dyson (Cromer, 2 de maio de 1947) é um designer industrial britânico fundador da empresa Dyson. Ele é mais conhecido como o inventor do aspirador Dual Cyclone, que trabalha com o princípio de separação ciclônica.

## Carreira

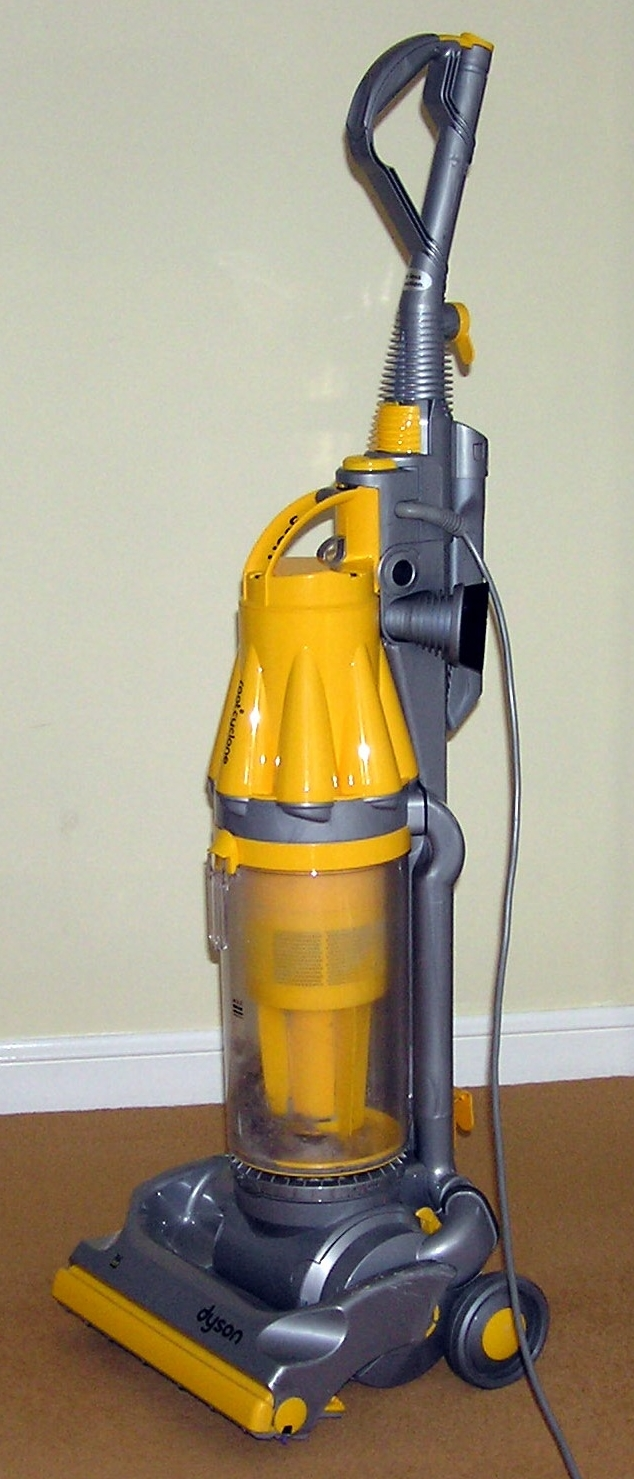
Aspirador DC07

Fundou a Dyson Ltd. Inventor do aspirador sem saco, que funciona segundo o princípio da separação ciclônica. De acordo com o Sunday Times Rich List 2022 , ele é a segunda pessoa mais rica do Reino Unido, com um patrimônio líquido estimado em £ 23 bilhões.
Ele atuou como reitor do Royal College of Art  de agosto de 2011 a julho de 2017, e abriu uma nova universidade, o Dyson Institute of Engineering and Technology, no campus de Dyson em Wiltshire em setembro de 2017.

## Publicações
As publicações de Dyson incluem duas autobiografias:
- Against the Odds: An Autobiography (1997) ISBN 9780752809816
- Invention: A Life (2021) ISBN 9781471198748